# Pardirallus sanguinolentus
Pardirallus sanguinolentus là một loài chim trong họ Rallidae.